# Miquel Ramis
Miquel Àngel Ramis Socias, né le 13 août 1958, est un homme politique espagnol membre du Parti populaire (PP).
Il est élu sénateur de Majorque lors des élections générales de décembre 2015.

## Biographie

### Vie privée
Il est marié et père de deux fils et une fille.

### Profession
Miquel Àngel Ramis Socias est titulaire d'une licence en droit. Il est chef d'entreprise et avocat.

### Activités politiques
Il est maire d'Alcúdia de 1995 à 1999. En 2010 il devient vice-président de la fédération populaire des Iles Baléares. Il a été délégué du gouvernement dans les îles et conseiller au Gouvernement des Baléares.
Le 20 novembre 2011, il est élu député pour les Îles Baléares. Au Congrès, il est président de la commission de l'Éducation des Sports.
Le 20 décembre 2015, il est élu sénateur pour Majorque au Sénat et réélu en 2016.